# Ludwik Posadzy
Ludwik Posadzy (ur. 3 sierpnia 1878 w Szymborzu, Inowrocław, zm. w listopadzie 1939 w Poznaniu, Fort VII) – polski filozof, historiozof i pedagog.

## Życiorys
Urodził się w tej samej dzielnicy Inowrocławia, co osiemnaście lat wcześniej Jan Kasprowicz. Pochodził z rodziny chłopskiej. Gimnazjum ukończył w Inowrocławiu (matura 1899), a następnie podjął studia w Berlinie (filozofia, filologia polska i historia). W szczególności poświęcił się wówczas filozofii dziejów, pozostając pod silnym wpływem mesjanizmu Adama Mickiewicza. Działał w Towarzystwie Naukowym Studentów Polskich za co został relegowany z uczelni tuż przed końcowym egzaminem.  Doktoryzował się w 1906 na Westfalskim Uniwersytecie Wilhelma w Münsterze (praca Der entwicklungsgeschichtliche Gedanke bei Herder) i jeszcze tego samego roku przyjechał do Poznania, gdzie zajął się tajnym nauczaniem młodzieży oraz prowadzeniem wykładów dla inteligencji. Specjalizował się w tym zakresie w historii i literaturze polskiej.
W 1908 udał się do Paryża i Londynu (stypendium). Podczas tego wyjazdu stworzył swoje główne dzieło historiozoficzne wydane w 1909: O posłannictwie narodów europejskich. Pomysły do filozofii dziejów Francji, Niemiec i Polski. Po powrocie do Polski musiał się przenieść do zaboru austriackiego, gdyż był ścigany za poglądy polityczne przez policję pruską. W Krakowie zapoznał się z tamtejszym środowiskiem naukowym (głównie Ignacy Chrzanowski, Wincenty Lutosławski oraz Stanisław Pigoń).
W 1912 pojechał do Włoch i Szwajcarii. Zwiedzał tam zakłady wychowawcze i studiował nowe metody pedagogiczne. Zgromadzoną wiedzą dzielił się po powrocie do Polski, m.in. w trakcie warszawskiego cyklu wykładowego w Seminarium dla Nauczycielek Ludowych i Ochroniarek Stefanii Marciszewskiej.
Po wybuchu I wojny światowej został internowany przez Rosjan i wraz z żoną (ślub z Marciszewską w 1914) zesłany do Kazania, gdzie do 1919 prowadził sierociniec polski. W 1920 wrócił do Poznania. Przez trzy lata prowadził tam kursy oświatowe na zlecenie kuratorium. Od 1923 został zatrudniony w Bibliotece Uniwersyteckiej, ale nadal prowadził działalność pedagogiczną. Zajmował się też badaniami naukowymi i publicystyką. Był również wydawcą. Opublikował m.in. dzieło Augusta Cieszkowskiego O ochronach wiejskich (z przedmową własną). Przetłumaczył na język polski Krótką opowieść o Antychryście autorstwa Włodzimierza Sołowiowa (1924). W 1937, jako przygotowanie do habilitacji, opracował pracę Poglądy pedagogiczne Adama Mickiewicza. Została opublikowana w 1938 przez Księgarnię św. Wojciecha.
Po napaści Niemiec na Polskę został aresztowany przez gestapo. Niemcy zamordowali go w poznańskim Forcie VII w listopadzie 1939. Spoczywa na cmentarzu parafialnym św. Jana Vianneya w Poznaniu.

## Dzieła
- Poglądy pedagogiczne Adama Mickiewicza (1938),
- Powiastki i bajki (1934, współautor),
- Odrodzić Polskę w Chrystusie: zagadnienia religijne, wychowawcze i społeczne (1928),
- Polska nie ma czasu czekać (1926),
- Nieznane listy Adama Mickiewicza do Konstancji Łubieńskiej (1924, opracowanie),
- O posłannictwie narodów europejskich: pomysły do filozofii dziejów Francyi, Niemiec i Polski (1909)[3].